# Federazione italiana sindacale lavoratori assicurazione e credito
La Federazione italiana sindacale lavoratori assicurazione e credito (FISAC) è il sindacato che rappresenta le istanze dei lavoratori operanti nella Banca d’Italia e in generale le categorie dei bancari, degli esattoriali e degli assicurativi, che fa capo alla Confederazione Generale Italiana del Lavoro (CGIL).
Si è costituito a Roma nel dicembre del 1983, a conclusione di un percorso di fusione iniziato a Rimini nell’ottobre 1981, accorpando le sigle della FIDAC-CGIL, della FILDA-CGIL e dell’USPIE. Tra i fautori di quel processo anche Walter Barni, ex-partigiano e medaglia di bronzo al valor militare, che era stato per quindici anni Segretario generale della FILDA.
Le altre sigle confederali di settore sono la FIRST (CISL) e la UILCA (UIL).

## Segretari generali
- 1981-1983: Giuseppe Pullara
- 1983-1988: Tebaldo Zirulia
- 1988-2000: Nicoletta Rocchi
- 2000-2004: Marcello Tocco
- 2004-2010: Domenico Moccia
- 2010: Carlo Ghezzi
- 2010-2018: Agostino Megale
- 2018-2020: Giuliano Calcagni
- 2020-2023: Nino Baseotto
- 2023-in carica: Susy Esposito